# Școala Tradiționalistă (Perennialism)
Școala Tradiționalistă sau Perennialismul este o școală de gândire apărută în secolul al XX-lea în Franța. Gânditorii asociați acesteia cred în existența unei înțelepciuni primordiale, perene și universale (sophia perennis) ce se află la baza tuturor tradițiilor religioase și metafizice ale omenirii. În același timp, resping modernismul și noile mișcări filosofice și religioase apărute în Occident ce sunt văzute ca antitradiționale. Principalii exponenți ai acestei școli sunt René Guénon, Ananda Coomaraswamy și Frithjof Schuon.

## Istorie și concepții
Acest curent de gândire tradiționalist a fost inițiat în Franța de către René Guénon (1886-1951) prin cărțile și articolele sale din revista Études Traditionnelles. Alți reprezentanți de marcă ai școlii în Occident sunt: Ananda Coomaraswamy, Frithjof Schuon, Titus Burckhardt, Martin Lings, Jean-Louis Michon, Léo Schaya, Marco Pallis, Huston Smith, Mihai Vâlsan sau Charles-André Gilis. Datorită asocierii cu sufismul, foarte apreciat de această școală de gândire, influența ei s-a resimțit și în unele state musulmane. În Iran, ideile școlii au fost introduse cu puțin timp înainte de Revoluția Islamică din 1979 de către Ali Shariati și dezvoltate de către alți gânditori precum Seyyed Hossein Nasr, Abdolkarim Soroush sau Reza Davari Ardakani. În Pakistan, scriitorul Muhammad Hasan Askari și avocatul A.K Brohi sunt cei mai importanți exponenți ai școlii. În România, cel mai cunoscut este Vasile Lovinescu.
Potrivit membrilor Școlii Tradiționaliste, cunoscută și sub denumirea de Școala Perennialistă, toate religiile majore ale lumii sunt întemeiate pe adevăruri metafizice primordiale și universale comune. Perspectiva autorilor săi este adesea denumită philosophia perennis (filozofie perenă), care este atât „Adevărul absolut, cât și Prezența infinită”.  Adevărul absolut este „înțelepciunea perenă (sophia perennis) care este sursa transcendentă a tuturor religiilor intrinsec ortodoxe ale omenirii”. Prezența infinită este „religia perenă (religio perennis) care trăiește în inima tuturor religiilor intrinsec ortodoxe.”
Pentru tradiționaliști, esența adevărului și a înțelepciunii perene ce se poate găsi doar în cadrul tradițiilor religioase și metafizice (creștinism, islam, hinduism etc) s-a pierdut în lumea modernă din cauza ascensiunii filosofiilor seculare, agnostice și ateiste. Prin aceasta, tradiționaliștii se opun modernismului ca sistem de gândire și celorlalte filosofii moderne. De asemenea, ei insistă pe nevoia afilierii la una dintre marile religii tradiționale și resping noile mișcări religioase antitradiționale (spiritismul, satanismul, New Age etc).